# Karl Nehammer
Karl Nehammer (AFI: [kaɐ̯l ˈneːhamɐ]; Vienna, 18 ottobre 1972) è un politico austriaco, cancelliere federale dell'Austria dal 6 dicembre 2021 al 10 gennaio 2025 e leader, dal 3 dicembre 2021 al 5 gennaio 2025, del Partito Popolare Austriaco.
Precedentemente, dal 7 gennaio 2020 sino a tali date, è stato ministro federale dell'Interno
Dopo le dimissioni del presidente del Partito Popolare Austriaco Sebastian Kurz e del cancelliere federale Alexander Schallenberg del 3 dicembre 2021, Nehammer ha assunto entrambe le cariche.

## Biografia
Nehammer è cresciuto a Vienna, dove ha frequentato il Kalksburg College e il liceo Amerlingstrasse, diplomandosi nel 1992. Ha completato il servizio militare come volontario di un anno con ulteriore servizio fino al 1996. Nel 1997 è stato congedato come tenente. Ha poi lavorato come formatore didattico per funzionari dell'informazione per il Ministero federale della difesa nazionale e come formatore per la comunicazione strategica per varie istituzioni come l'Istituto di promozione professionale (BFI) e l'Accademia politica del Partito popolare austriaco. Dal 2012, ha completato un corso universitario biennale in comunicazione politica presso l'Università del Danubio Krems ottenendo un master. 
Nehammer è membro delle Catholic Austrian Students' Corporations Sonnberg Perchtoldsdorf all'interno del Mittelschüler-Kartellverband. Ha iniziato a lavorare nel settore privato nelle pubbliche relazioni nel luglio 2020. 

## Vita privata
È sposato con la collega Katharina Nidetzky Nehammer, membro dell'ÖVP. Hanno due figli. La coppia ha ricevuto critiche all'inizio del 2020 dopo che Katharina è stata nominata portavoce del ministero della difesa, con Herbert Kickl che ha accusato il governo di mettere la politica interna e di difesa "nelle mani di una famiglia". Il suocero di Nehammer è l'ex presentatore dell'ORF Peter Nidetzky.